# 世界知识产权日

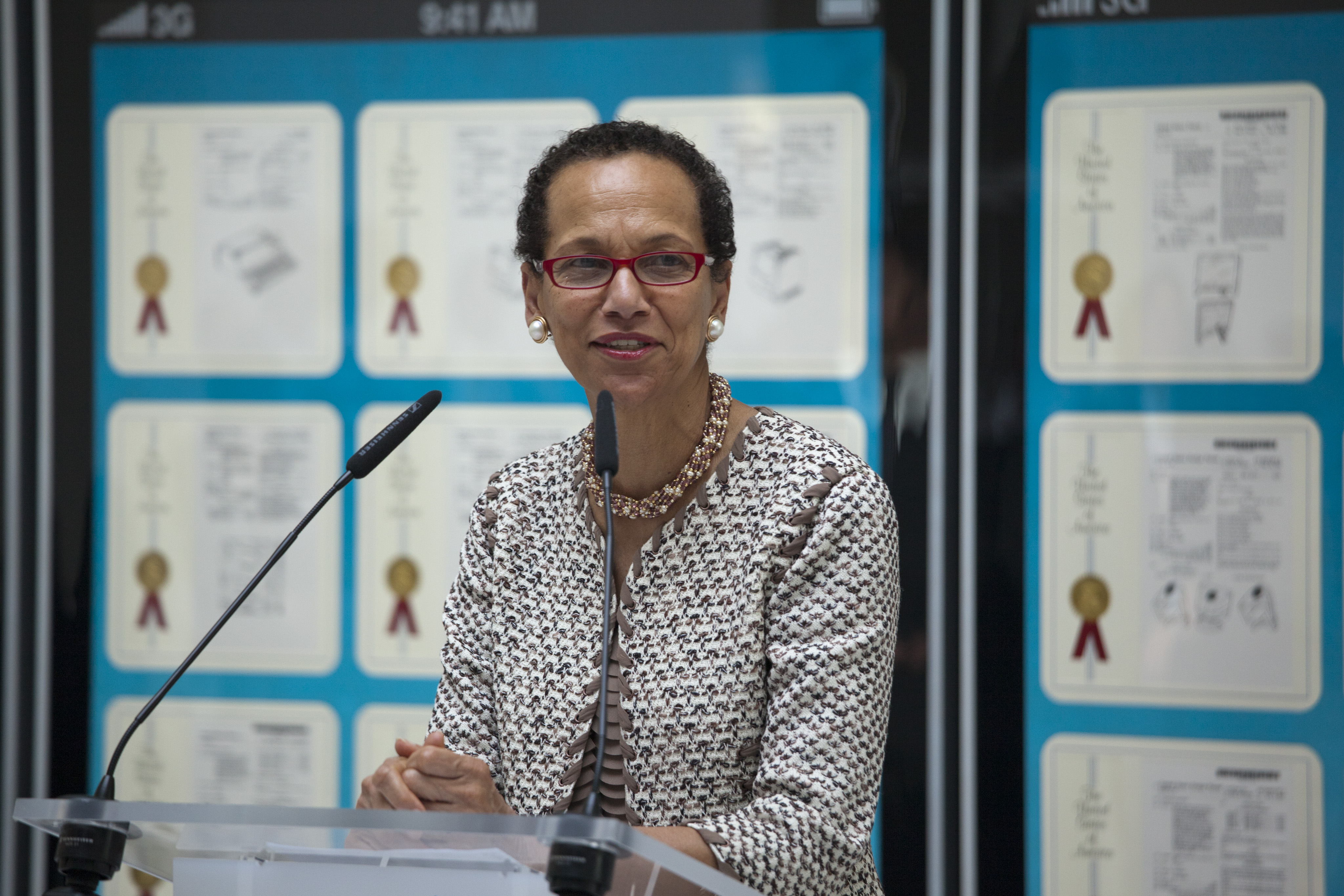
展示史蒂夫賈伯斯創新背後的智慧財產權(IP) 的展覽於2012 年3 月30 日在WIPO 向公眾開放，並將持續到2012 年4 月26 日世界智慧財產權日。

世界知识产权日是4月26日，2001年起每年一次。
该主题日由世界知识产权组织设立。1970年4月26日，《建立世界知识产权组织公约》生效，世界知识产权组织正式成立。2000年10月，在该组织召开的第35届成员大会上，中国和阿尔及利亚提出了关于建立“世界知识产权日”的提案，获大会通过，世界知识产权日由此设立。
设立该纪念日旨在促进各国树立尊重知识、崇尚科学，保护知识产权的意识，营造鼓励知识创新和保护知识产权的法律环境。每年世界知识产权组织会确定一个主题，各成员国应围绕当年主题在世界知识产权日期间举办各种宣传活动，以达到设立该纪念日的目的。

## 歷年主題
- 2001年　今天創造未來（英語：Creating the Future Today）[2]
- 2002年　鼓勵創新（英語：Encouraging Creativity）[2]
- 2003年　知識產權與我們息息相關（英語：Make Intellectual Property Your Business）[2]
- 2004年　鼓勵創新（英語：Encouraging Creativity）[2]
- 2005年　思考、想象、創造（英語：Think, Imagine, Create）[2]
- 2006年　知識產權始於構思（英語：It Starts With An Idea）[2]
- 2007年　鼓勵創新（英語：Encouraging Creativity）[2]
- 2008年　庆祝创新并开展关于尊重知识产权的宣传工作（英語：Celebrating Innovation and Promoting Respect for Intellectual Property）
- 2009年　宣傳綠色創新这项确保未来安全的重要工作（英語：Promoting Green Innovation as the key to a Secure Future）[3]
- 2010年　创新—将全世界联系在一起（英語：Innovation - Linking the World）[4]
- 2011年　设计未来（英語：Designing the Future）[5]
- 2012年　天才创新家（英語：Visionary Innovators）[6]
- 2013年　创造力—下一代（英語：Creativity - The Next Generation）[7]
- 2014年　電影─全球摯愛 （英語：Movies – A Global Passion）[8]
- 2015年　因樂而動，為樂維權（英語：Get up, stand up. For music.）[9]
- 2016年　數位創意 重塑文化（英語：Digital Creativity: Culture Reimagined）[10]
- 2017年　創新改變生活（英語：Innovation – Improving Lives）[11]
- 2018年　推動變革：女性之創新和創造力（英語：Powering Change: Women in Innovation and Creativity）[12]
- 2019年　奮力奪金－智慧財產權和體育（英語：Reach for Gold: IP and Sports）[13]
- 2020年　為綠色未來而創新（英語：Innovate for a Green Future）[14]
- 2021年　知识产权和中小企业：把创意推向市场[15]